# نیروی تازه
نیروی تازه یا جان تازه (به انگلیسی: Second Wind) پدیده‌ای است که در دوندگی‌هایی با مسافت طولانی همچون ماراتون یا دوندگی جاده‌ای (و نیز سایر رشته‌های ورزشی) رخ می‌دهد.
به موجب آن ورزشکار به علت فشار بالایی که وارد می‌کند دچار تنگی نفس و درد عضلانی می‌شود. بعضی از دانشمندان بر این باورند که این پدیده، تلاش بدن جهت ایجاد تعادلاکسیژن برای مقابله با تجمع بیش از حد اسید لاکتیک عضلات است. گروهی دیگر معتقد اند که تولید اندورفین عامل باد دوم می‌باشد و عده‌ای هم علت این پدیده را صرفاً روانی می‌دانند.
تجربیات و مستندات موجود از این پدیده، قدمتی ۱۰۰ ساله دارد.

## تعویض متابولیک
زمانی که برای رفع انرژی مورد نیاز بدن سوخت و ساز گلیکولیژن غیر هوازی کافی است، سایر میکانیسم‌های فیزیولوژی مانند اسیدهای چرب و پروتئین‌ها که هوازی هستند، فعال می‌شوند. پدیدهٔ «جان تازه» را می‌توان به بیماری مک آردل نسبت داد زیرا علائم بالینی آن به باد دوم شبیه است.

## لاکتیک اسید
فعالیت‌های بدنی و همچنین سایر فرایندهای سلولی برای اینکه به درستی کار کنند نیاز به وجود اکسیژن برای تولید آدنوزین تری فسفات دارند. بر اثر فعالیت‌های سنگین ورزشی به خصوص دوندگی در فواصل طولانی، بدن به اکسیژن بیشتری برای تولید انرژی نیاز دارد که این مقدار بیشتر از اکسیژن دریافتی بدن از طریق دم است. متابولیسیم بی هوازی سبب تولید کمتر انرژی در عضلات شده و در نتیجه اسید لاکتیک بیشتری تولید می‌شود. اگر اکسیژن ذخیرهای نتواند به زودی آن را ترمیم کند، این روند منجبر به تجمع اسید لاکتیک می‌گردد.
این مورد حتی بدون انجام ورزش خاصی برای مثال در افرادی که دچار بیماری تنفسی هستند دیده می‌شود، به طوری که دستگاه گردش خون در قسمت‌های مختلف بدن و با هر وضعیتی به چالش کشیده شده و نمی‌تواند در اندام‌های مربوطه عرضه گردد.
ممکن است بدن بعضی افراد نسب به دیگران به زمان بیشتری برای ایجاد تعادل اکسیژن و در نتیجه خنثی سازی اسید لاکتیک دارند. این نظریه دربارهٔ باد دوم نشان می‌دهد که دوندگان با فشار دادن و مالش دادن نقاط درد و گرفتگی در زمان‌های گذشته، ممکن است بدن خود را به اندازه گرم کرده باشند و بیشترین میزان اکسیژن موجود را مصرف کنند. به همین دلیل، دوندگان حرفه‌ای به علت وجود نرمش‌های کافی و اختصاصی «جان تازه» را تجربه نمی‌کنند.

## اندورفین‌ها
اندورفینها باعث ایجاد سرخوشی و تندرستی به خصوص پس از ورزش کردن می‌شود؛ بنابراین طرفداران این نظریه بر این باورند که علت پدیدهٔ «جان تازه» تولید بیش از حد اندورفین است.

## روان‌شناسی
عده‌ای هم عوامل روانشناختی را در پدیدهٔ «جان تازه» مؤثر می‌دانند. تمرکز این افراد بیشتر در مورد اعتماد به نفس و غرور می‌باشد.